# Установки дегідрогенізації пропану в Гебензі
Установки дегідрогенізації пропану в Гебензі — виробництво нафтохімічної промисловості у Малайзії, розташоване у складі потужного нафтохімічного комплексу в Куантан (провінція Паганг).
Пропілен традиційно отримують разом з етиленом на установках парового крекінгу або виділенням із газів нафтопереробки. Втім, починаючи з кінця 20-го століття поступово набуває поширення спеціалізоване виробництво цього олефіну, передусім шляхом дегідрогенізації пропану. Значний ресурс останнього зокрема був наявний в Малайзії, де ведеться розробка численних нафтогазових родовищ. Як наслідок, першу установку дегідрогенізації в цій країні запустили ще у 1992-му (всього на два роки пізніше від появи таких виробництв у Таїланді та Південній Кореї). Вона мала доволі невелику потужність у 80 тисяч тонн на рік та доповнювалась лінією полімеризації (дегідрогенізація дає можливість отримувати придатний для цього пропілен високої якості – polymer-grade-propylene).
А у 2001-му на цій же площадці ввели в експлуатацію другу, значно потужнішу установку з показником у 300 тисяч тонн на рік. При цьому особливістю проекту стало використання пропілену для постачання зведених в Куантані спільно з німецьким хімічним концерном BASF виробництв оксоспиртів та акрилатів. Установка використовувала найбільш поширену в світі технологію, розроблену компанією UOP (Honeywell).